# St. Andreas (Winklarn)

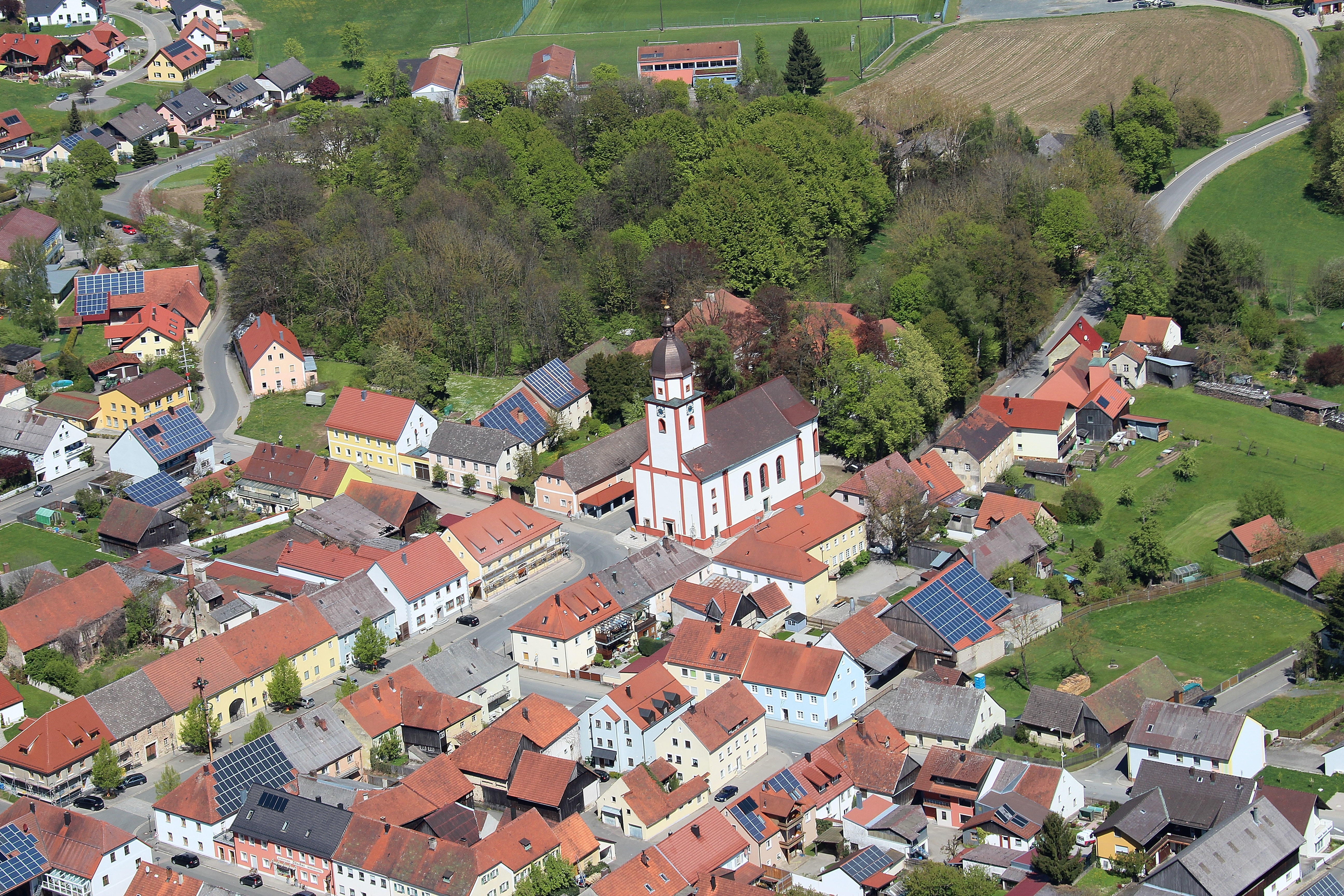
St. Andreas (Winklarn)

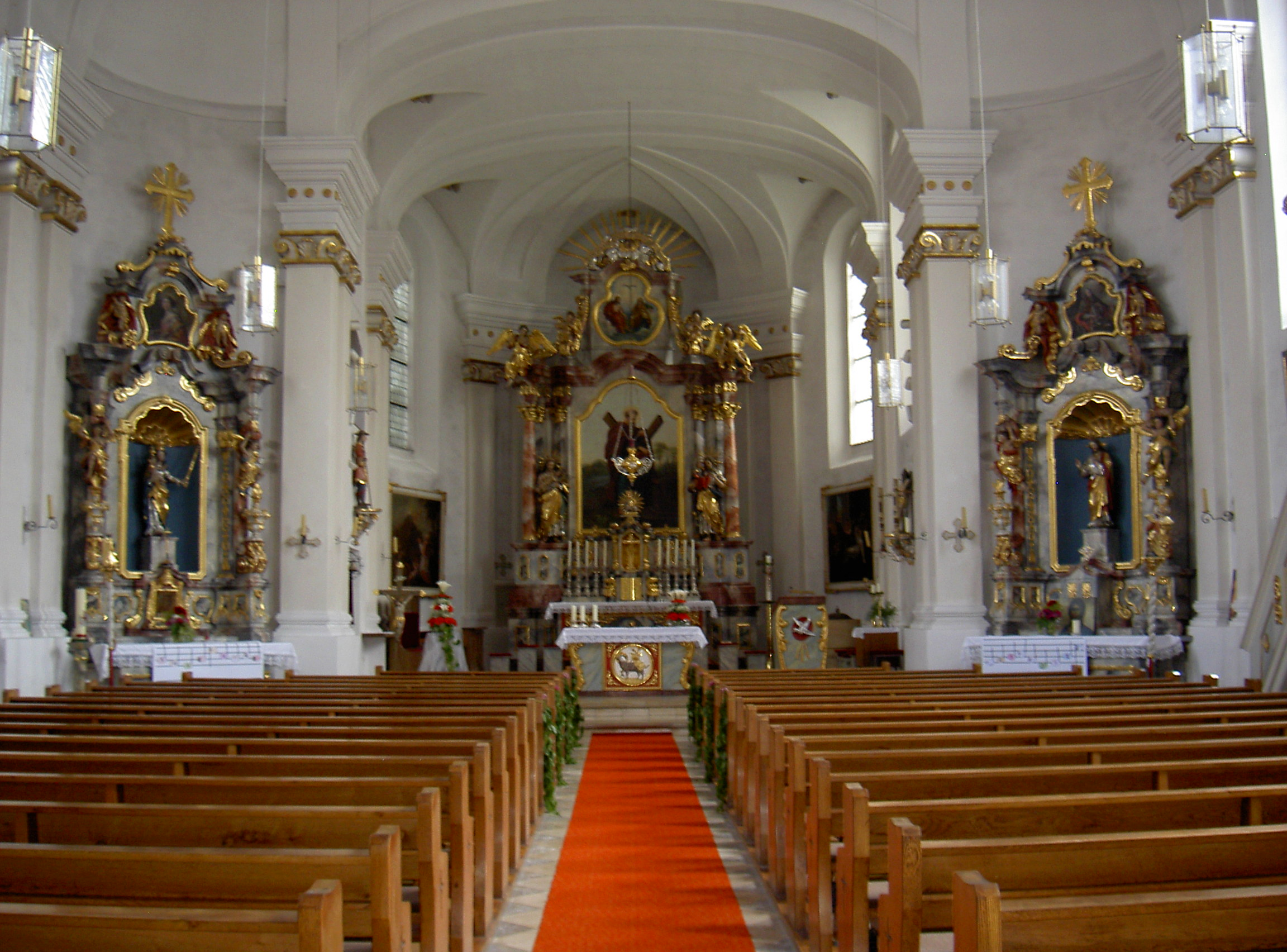
Innenansicht

Die römisch-katholische, denkmalgeschützte Pfarrkirche St. Andreas steht in Winklarn, einem Markt im Landkreis Schwandorf in der Oberpfalz. Sie gehört zum Bistum Regensburg. Das Bauwerk ist unter der Denkmalnummer D-3-76-178-12 als Baudenkmal in die Bayerische Denkmalliste eingetragen.

## Beschreibung
Die bei einem Brand 1822 zerstörte Saalkirche wurde 1826 wieder aufgebaut. Sie besteht aus einem Langhaus, einem eingezogenen, halbrund geschlossenen Chor im Osten und einem Fassadenturm, der in die Fassade im Westen integriert ist. Der Innenraum des Chors ist mit einem Stichkappengewölbe überspannt. Das oberste Geschoss des Fassadenturms ist achteckig. Darauf sitzt eine Glockenhaube, die von einer offenen Laterne gekrönt ist.
Die stilistisch nicht einheitliche Kirchenausstattung ist unterschiedlicher Herkunft. Der Hochaltar wurde 1835 von der ursprünglichen Hauptkirche Regensburg erworben. Die Orgel wurde 1990 als Opus 177 von der Orgelbau Sandtner errichtet.